# Abdoul-Khalim Saïdoullaïev
Abdoul-Khalim Abou-Salamovitch Saïdoullaïev (russe : Абдул-Халим Саламович Сайдулаев, tchétchène : Садулин Абусаламин кант Абдулхалим), né le 2 juin 1966 à Argoun et mort le 17 juin 2006 dans la même ville, est un homme d'État. Il fut le quatrième président de la République Tchétchène d'Itchkérie (entité politique non reconnue opérant en clandestinité ou en exil) pendant un peu plus d'un an avant de mourir dans un affrontement avec des forces russes et du gouvernement tchétchène pro-fédéral.
Il est le premier chef rebelle qui essaya d'unifier les combattants extérieurs à la Tchétchénie, il a de fait rallié non seulement des séparatistes, mais aussi différents groupes de combattants islamiques cherchant à éliminer l'influence russe dans le Caucase du Nord, ce qui aboutira à la formation du Front du Caucase. Il est également considéré comme celui qui a permis d'empêcher des attaques terroristes majeures, notamment de Chamil Bassaïev, après la prise d'otages de Beslan en 2004.

## Nom
Il existe de nombreuses versions de son nom exact, même en russe : Sadoulaev, Sadoulaïev, Saidoulaev, Saidoulaïev, Saidoullaev, Saidoullaïev ou Saïdoullaïev (Абдул-Халим Сайдуллаев ou Абдул-Халим Сайдулаев ou Абдул-Халим Садулаев), les deux premiers étant plutôt utilisés par les séparatistes, les autres par les autorités russes et les médias occidentaux. Son prénom est Abdoul-Khalim ou Abdoul-Halim, avec ou sans trait d'union.
Le site web séparatiste Kavkaz Center écrit en russe et anglais donne Abdul-Halim Abu-Salamovich Sadulayev(Абдул-Халим Абу-Саламович Садулаев).

## Jeunesse
Il est membre du teip Oustradoy, important dans la ville de Argoun, dans les plaines centrales à l'est de Grozny, et il grandit dans cette région. Il entre à l'université de Grozny pour étudier la philologie russe et tchétchène, études qu'il arrête en 1994 quand commence la première guerre de Tchétchénie. Il rejoint alors la milice de Argoun comme volontaire pour combattre les troupes russes.
Il a également étudié avec des théologiens musulmans et dès 1996 il apparait régulièrement à la télévision tchétchène dans des émissions sur l'Islam. Il prêche en Tchétchénie et dirige la communauté musulmane d'Argoun en tant qu'imam. Il fait le pèlerinage (hajj) à La Mecque, la seule fois où il quittera son pays.
Il devient le chef du seul jamaat (assemblée) de la ville où, contrairement aux autres, il ne prêche pas le wahhabisme. En dehors du rôle religieux, la plupart des jamaats de Tchétchénie ont un sens militaire. Pendant l'opposition  entre les radicaux et le gouvernement de Maskhadov en 1998, il ne supporte pas Abdurrakhman, le chef des jamaats, qui sera dépouillé de sa nationalité et déclaré persona non grata en Itchkérie avant de mourir en 2001 en combattant les Russes.
En 1999, Aslan Maskhadov le nomme à la commission pour la réforme constitutionnelle de la Charia, menée par Akhmad Kadyrov (qui ralliera plus tard le camp pro-russe). Maskhadov lui offre la direction de la Cour Suprême de la Charia de Tchétchénie, mais il refuse, arguant qu'il n'a pas les connaissances théologiques suffisantes pour cela.
Quand la seconde guerre de Tchétchénie éclate, il se bat de nouveau, comme chef de la milice d'Argoun. Dès 1999, il est un des plus fidèles partisans de Maskhadov. En 2002 celui-ci le nomme vice-président de l'Itchkérie.

## Président
Très rapidement après la mort de Maskhadov (8 mars 2005), le conseil rebelle tchétchène le désigne comme remplaçant, ce qu'approuve Chamil Bassaïev. Il appelle à étendre le conflit tchétchène en une « décolonisation » des musulmans dominés des régions voisines et il désire l'adoption d'une constitution fondée sur la loi islamique. Il condamne fermement les prises d'otages et dit qu'après la guerre, la président devra être élu démocratiquement.
Il n'est pas seulement poussé par une obligation idéologique pour continuer le combat mais aussi une personnelle. Des sources proches des indépendantistes disent que sa femme a été enlevée en 2003 par les spetsnaz et exécutée par le FSB quand les tentatives pour la libérer ont échoué. Saïdoullaïev cherche à réduire la violence terroriste et pousse Bassaïev et d'autres chefs de guerre à n'attaquer que des « cibles légitimes » (c'est-à-dire les forces de l'ordre, troupes fédérales et les « collaborateurs » tchétchènes), et il insiste sur le fait que toute attaque doit absolument chercher à éviter les pertes civiles,. Il semble qu'il ait convaincu Bassaïev, qui participe à la formation de Front du Caucase, qui renonce à attaquer les cibles civiles et cherche à centraliser les combattants de tout le Nord-Caucase.
En février 2006, il annonce un remaniement ministériel, qui vise plusieurs représentants rebelles vivant à l'étranger, dont Akhmed Zakaïev, installé à Londres, qui est démis de son poste de vice-premier ministre. Il signe également un décret ordonnant à tous ses ministres de demeurer en Tchétchénie.

## Mort
Le 17 juin 2006, il est tué dans une fusillade avec les troupes du FSB et les kadyrovtsy à Argoun,. Selon Nikolai Patrushev, chef du FSB, deux membres des troupes fédérales sont tués et cinq blessés dans la fusillade qui entraîne la mort de Saïdoullaïev et de ses gardes du corps, alors que deux rebelles se sont échappés. En août 2006, le commandant Isa Muskiev parle lui de cinq hommes morts dont un tué par Saïdoullaïev lui-même, et trois rebelles enfuis.
Le corps est amené à Tsentoroi, ville natale de Ramzan Kadyrov, qui dit qu'un informateur a prévenu les autorités, et qui voit cette mort comme une « décapitation » des forces rebelles « dont elles ne se remettront jamais ». Il ajoute que les troupes qu'il a envoyées avaient reçu l'ordre de le capturer mais qu'ils furent forcés de le tuer, et qu'il était un train de préparer une « attaque terroriste d'envergure » à la réunion de G8 à Saint-Pétersbourg le mois suivant.
Le 18 juin, il est remplacé par son vice-président Dokou Oumarov.
Le 20 juin 2006, l'ONG russe Memorial de défense des droits de l'homme (une des rares présentes en Tchétchénie) publie sur le site Kavkazky Uzel les résultats de son investigation, avançant que la mort de Saïdoullaïev est accidentelle. Vers 10 heures, un groupe de 12 agents du FSB et des policiers locaux s'approchent d'une maison servant potentiellement de refuge à des rebelles, ils se font tirer dessus en entrant dans le jardin. Deux sont tués, le groupe se retire et lance une grenade dans la maison, qui le tue, les hommes ne découvrent que Saïdoullaïev était à l'intérieur qu'en identifiant le corps après coup.